# 薄叶杜茎山
薄叶杜茎山（学名：Maesa macilentoides）为紫金牛科杜茎山属下的一个种。

## 扩展阅读
維基物種上的相關：薄叶杜茎山